# Landéan
Landéan est une commune française située dans le département d'Ille-et-Vilaine, en région Bretagne, peuplée de 1 225 habitants.

## Géographie
La commune est située au nord de Fougères : le centre-bourg se situe à environ 7 kilomètres du centre-ville de Fougères.
Le bourg est situé en limite de la forêt de Fougères qui occupe la partie sud du territoire communal.
La route départementale no 177, qui relie Fougères à Saint-Hilaire-du-Harcouët, traverse la commune dans un sens nord-sud et coupe le bourg en deux. En hommage au séjour de Victor Hugo dans la commune, elle a été baptisée du nom de l'écrivain.
|          | Louvigné-du-Désert | La Bazouge-du-Désert                       |
| Parigné  | Landéan            | Saint-Ellier-du-Maine (Mayenne), Le Loroux |
| Lécousse | Laignelet          |                                            |

### Hydrographie
Pour un article plus général, voir Réseau hydrographique d'Ille-et-Vilaine.
La commune est traversée par la ligne de partage des eaux entre les bassins hydrographiques Seine-Normandie et Loire-Bretagne. Elle est drainée par la Glaine, le Nançon, le ruisseau de la Grande rivière, la rivière le Nançon, le fossé 01 de la Grande Rouelle, le fossé 02 de la Grande Rouelle, le fossé 02 de la Récussionnière, le fossé 03 des Renardières, le ruisseau de Chevaux morts, le ruisseau de Clairdouet, le ruisseau des Serfilières, le ruisseau du Fouloux, le ruisseau du Gué au râle et le ruisseau du Halay,le ruisseau du Pérousel,,.
La Glaine, d'une longueur de 14 km, prend sa source dans la commune de Saint-Ellier-du-Maine et se jette  dans l'Airon à Louvigné-du-Désert, après avoir traversé six communes. 

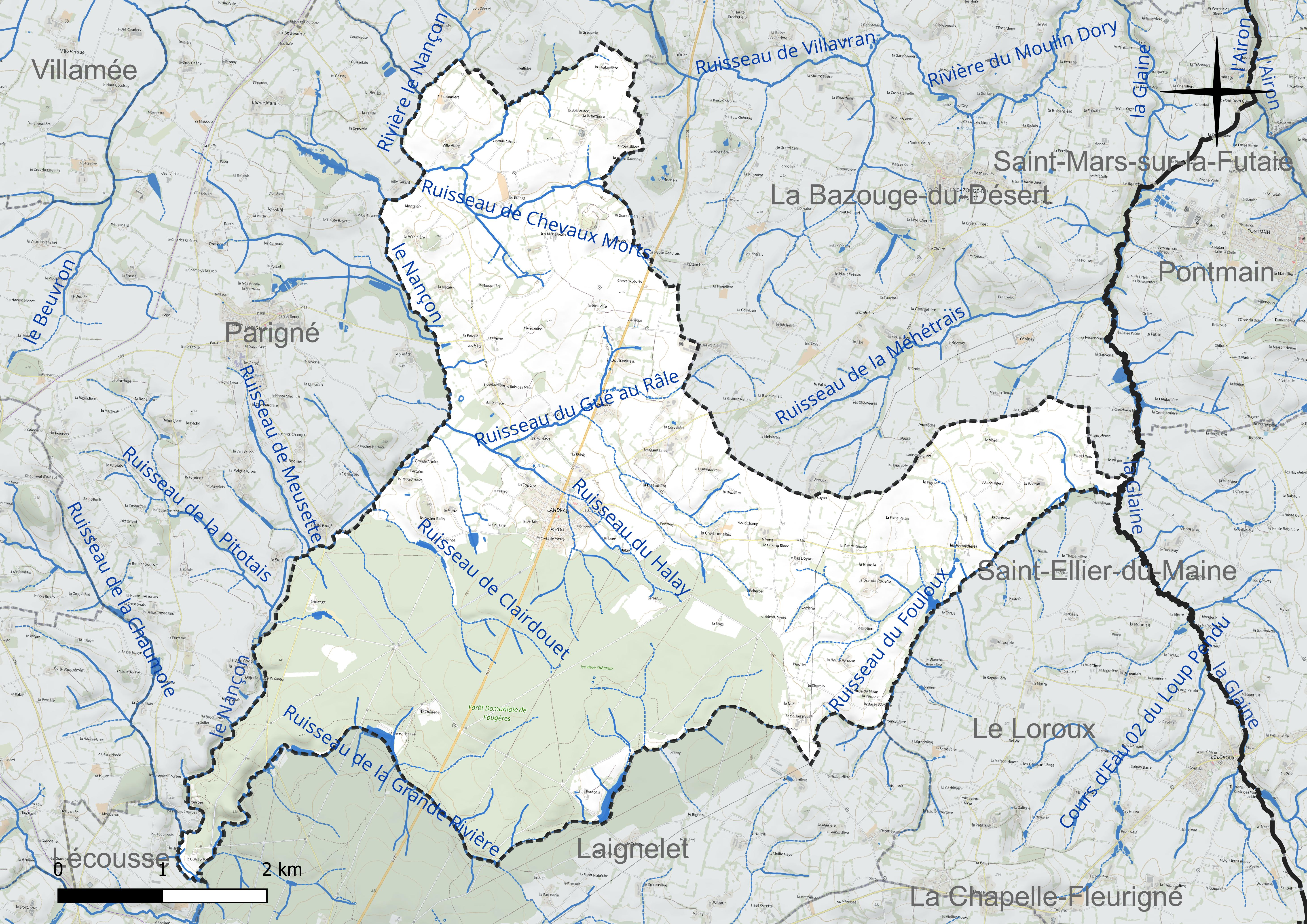
Réseau hydrographique de Landéan.

Le Nançon, d'une longueur de 20 km, prend sa source dans la commune  et se jette  dans le Couesnon à Fougères, après avoir traversé six communes. 

### Climat
Pour des articles plus généraux, voir Climat de la Bretagne et Climat d'Ille-et-Vilaine.
En 2010, le climat de la commune est de type climat océanique franc, selon une étude du CNRS s'appuyant sur une série de données couvrant la période 1971-2000. En 2020, Météo-France publie une typologie des climats de la France métropolitaine dans laquelle la commune est exposée à un climat océanique et est dans la région climatique  Bretagne orientale et méridionale, Pays nantais, Vendée, caractérisée par une faible pluviométrie en été et une bonne insolation. Parallèlement l'observatoire de l'environnement en Bretagne publie en 2020 un zonage climatique de la région Bretagne, s'appuyant sur des données de Météo-France de 2009. La commune est, selon ce zonage, dans la zone « Intérieur Est », avec des hivers frais, des étés chauds et des pluies modérées.  
Pour la période 1971-2000, la température annuelle moyenne est de 10,6 °C, avec une amplitude thermique annuelle de 13,3 °C. Le cumul annuel moyen de précipitations est de 911 mm, avec 14 jours de précipitations en janvier et 8,2 jours en juillet. Pour la période 1991-2020, la température moyenne annuelle observée sur la station météorologique la plus proche, située sur la commune de Fougères à 8 km à vol d'oiseau, est de 11,9 °C et le cumul annuel moyen de précipitations est de 939,1 mm,. Pour l'avenir, les paramètres climatiques de la commune estimés pour 2050 selon différents scénarios d'émission de gaz à effet de serre sont consultables sur un site dédié publié par Météo-France en novembre 2022.

## Urbanisme

### Typologie
Au 1er janvier 2024, Landéan est catégorisée bourg rural, selon la nouvelle grille communale de densité à sept niveaux définie par l'Insee en 2022.
Elle est située hors unité urbaine. Par ailleurs la commune fait partie de l'aire d'attraction de Fougères, dont elle est une commune de la couronne,. Cette aire, qui regroupe 26 communes, est catégorisée dans les aires de 50 000 à moins de 200 000 habitants,.

### Occupation des sols
L'occupation des sols de la commune, telle qu'elle ressort de la base de données européenne d'occupation biophysique des sols Corine Land Cover (CLC), est marquée par l'importance des territoires agricoles (60,5 % en 2018), une proportion identique à celle de 1990 (60,5 %). La répartition détaillée en 2018 est la suivante : 
forêts (37,8 %), prairies (28 %), terres arables (21 %), zones agricoles hétérogènes (11,5 %), zones urbanisées (1,7 %). L'évolution de l'occupation des sols de la commune et de ses infrastructures peut être observée sur les différentes représentations cartographiques du territoire : la carte de Cassini (XVIIIe siècle), la carte d'état-major (1820-1866) et les cartes ou photos aériennes de l'IGN pour la période actuelle (1950 à aujourd'hui).

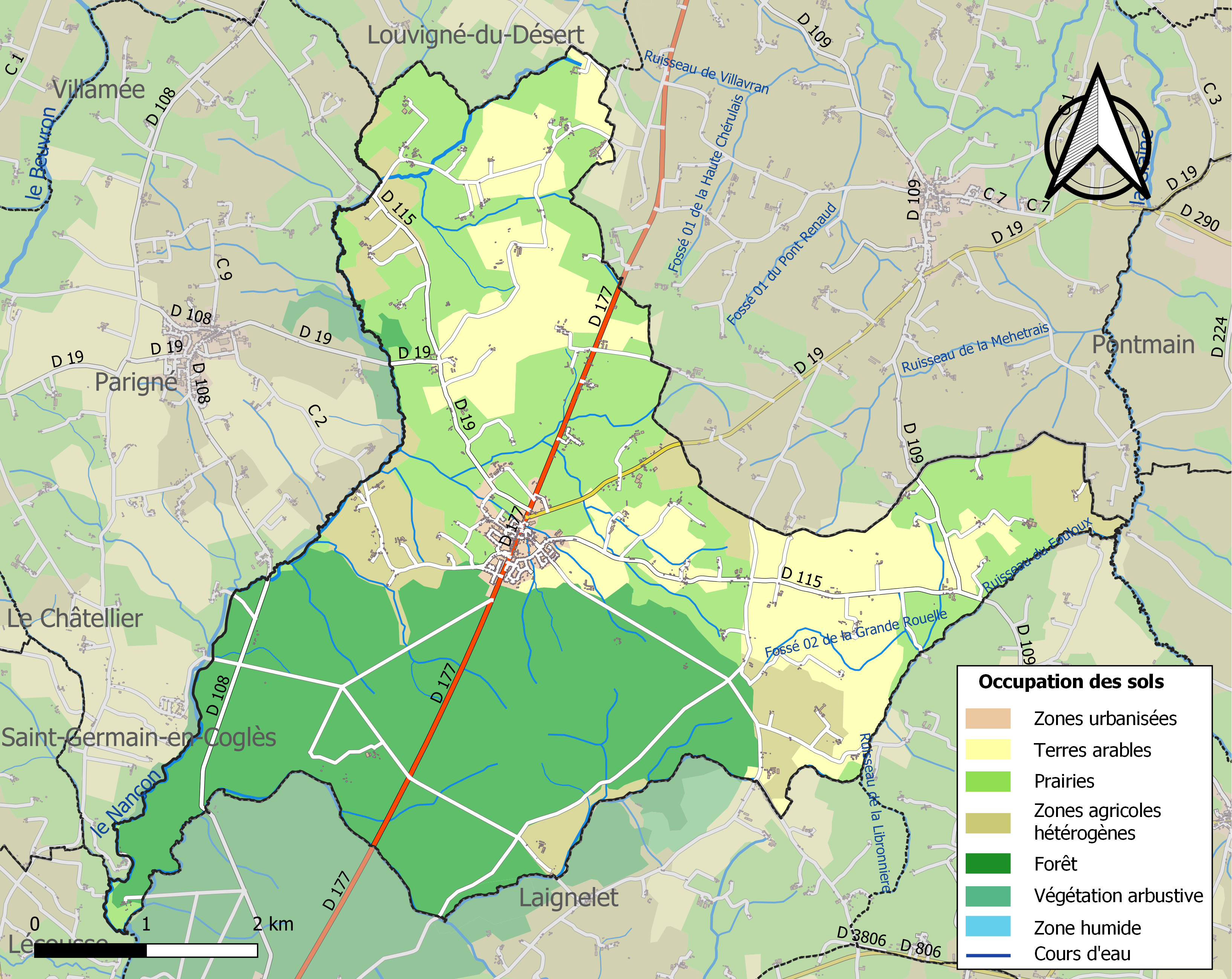
Carte des infrastructures et de l'occupation des sols de la commune en 2018 (CLC).

## Toponymie
Le nom de la localité est attesté sous les formes Landeanium en 1150, Landeen en 1158, Landeham en 1210, Landean en 1370, Landeanum en 1410, Landanium en 1516,.
Le toponyme Landéan a été rapproché par Albert Dauzat et Charles Rostaing, de Landéhen (Côtes-d'Armor, Landehen 1243, Landehan XIVe siècle, Dehen en breton se traduisant par  « doyen » en français) qu'ils relient aux noms de lieux bretons en Lan-, du breton lann « territoire, lieu consacré ». Cependant, ils ne citent aucune forme ancienne, car ils n'en connaissaient pas.
Landéan constituerait un exemple exceptionnel de toponyme brittonique si loin à l'est de Rennes dans un environnement toponymique roman, voir aussi Carcraon à 60 km plus au sud.
Lannien en gallo.

## Histoire

### Moyen-Âge
Plusieurs seigneuries existaient alors dans la paroisse, dont celle du Hallay.

### Révolution française
Pendant la Révolution française, les habitants de la commune soutiennent la chouannerie. Le 26 juillet 1795, un convoi républicain est détruit par les Chouans menés par Aimé Picquet du Boisguy lors du combat du Rocher de La Piochais.
D'autres combats se déroulent sur la commune, tel que le combat de la Touche en février 1794 et le combat du Château-Jaume, le 7 septembre 1799.

### LeXIXesiècle

#### LesLouisets
Landéan fut une des principales paroisses à être concerné par le schisme de la Petite Église, des catholiques refusant le Concordat de 1801, connus dans la région de Fougères sous le nom des Louisets. La dernière personne se réclamant de ce courant schismatique, une femme très âgée, serait morte à Landéan en 1975.

### LeXXesiècle

#### LaBelle Époque
Le 8 mars 1906 eût lieu l'inventaire des biens d'église à Landéan ; le journal Ouest-Éclair écrit : « Hier jeudi à 8 heures du matin, M. Rouland, sous-inspecteur des domaines, accompagné de 12 gendarmes, d'une compagnie du 10e escadron du train des équipages à cheval, est venu opérer. Plus de 600 personnes étaient présentes. Le tocsin sonne à toute volée. La foule ne veut point laisser passer la troupe. Des bousculades se produisent sans incident extraordinaire. Au milieu de l'agitation, des sommations sont faites. Et c'est avec beaucoup de peine que l'on peut entrer pour inventorier ».

### Liste des maires
| Période                                  | Période     | Identité             | Étiquette | Qualité                      |
| ---------------------------------------- | ----------- | -------------------- | --------- | ---------------------------- |
| Les données manquantes sont à compléter. |             |                      |           |                              |
| ?                                        | ?           | Jean Bodin           |           |                              |
| mars 1983                                | 28 mai 2020 | Louis-Gérard Guérin, | DVD       | Gérant d'entreprise retraité |
| 28 mai 2020                              | En cours    | Franck Esnault       |           | Agriculteur                  |

### Jumelages
- Balrothery (Irlande) depuis 1995.

## Démographie
L'évolution du nombre d'habitants est connue à travers les recensements de la population effectués dans la commune depuis 1793. Pour les communes de moins de 10 000 habitants, une enquête de recensement portant sur toute la population est réalisée tous les cinq ans, les populations de référence des années intermédiaires étant quant à elles estimées par interpolation ou extrapolation. Pour la commune, le premier recensement exhaustif entrant dans le cadre du nouveau dispositif a été réalisé en 2007.
En 2022, la commune comptait 1 225 habitants, en évolution de −0,08 % par rapport à 2016 (Ille-et-Vilaine : +5,46 %, France hors Mayotte : +2,11 %).
| 1793  | 1800  | 1806  | 1821  | 1831  | 1836  | 1841  | 1846  | 1851  |
| ----- | ----- | ----- | ----- | ----- | ----- | ----- | ----- | ----- |
| 1 605 | 1 298 | 1 590 | 1 400 | 1 845 | 1 710 | 1 770 | 1 830 | 1 908 |

| 1856  | 1861  | 1866  | 1872  | 1876  | 1881  | 1886  | 1891  | 1896  |
| ----- | ----- | ----- | ----- | ----- | ----- | ----- | ----- | ----- |
| 1 590 | 1 502 | 1 451 | 1 327 | 1 368 | 1 302 | 1 406 | 1 311 | 1 272 |

| 1901  | 1906  | 1911  | 1921  | 1926 | 1931  | 1936 | 1946  | 1954 |
| ----- | ----- | ----- | ----- | ---- | ----- | ---- | ----- | ---- |
| 1 246 | 1 255 | 1 204 | 1 031 | 993  | 1 003 | 992  | 1 111 | 961  |

| 1962 | 1968 | 1975 | 1982  | 1990  | 1999  | 2006  | 2007  | 2012  |
| ---- | ---- | ---- | ----- | ----- | ----- | ----- | ----- | ----- |
| 969  | 917  | 920  | 1 129 | 1 199 | 1 166 | 1 246 | 1 257 | 1 263 |

| 2017  | 2022  | - | - | - | - | - | - | - |
| ----- | ----- | - | - | - | - | - | - | - |
| 1 205 | 1 225 | - | - | - | - | - | - | - |

## Lieux et monuments
La commune abrite six monuments historiques et dix-sept bâtiments inventoriés :
- la pierre du Trésor, dolmen du Néolithique, situé dans la forêt de Fougères. Il a été classé par arrêté du 19 décembre 1946[44],[45] ;
- le dolmen de la pierre courcoulée et l'alignement du cordon des Druides, mégalithes du Néolithique, situés également dans la forêt de Fougères. Ils ont tous deux été classés par arrêté du 19 décembre 1946[46],[47],[48] ;
- les vestiges de l'oppidum protohistorique du Poulailler, en forêt de Fougères, classé par arrêté du 27 mai 1970[49],[50] ;
- un cellier du XIIe siècle, vestige supposé de l'ancien château de la Foretrie, il a été classé par liste de 1862[51],[52],[Note 5] ;
- le calvaire de la Ville Gontier, érigé en 1581 à proximité du château de la Ville Gontier en Parigné. Il a été classé par arrêté du 25 juin 1929[53] mais a été déplacé vers 1940 à proximité du monastère de Saint-François, à l'est de la forêt, où il se trouve actuellement[54].

Parmi les monuments inventoriés, on trouve :
- l'église Saint-Pierre-et-Saint-Paul[55] ;
- le château des Renardières[56] ;
- deux manoirs : les Harlays[57], le Bas bois Yon[58] ;
- trois mottes : la Butte Maheu[59], La Motte, la Butte aux Renards. Charles-Laurent Salch mentionne un souterrain sous l'une des trois mottes[60] ;
- la voie romaine dite « Le chemin Mélouin » ;
- les retranchements gaulois au lieu-dit les Vieux Châteaux[61] ;
- plusieurs fermes[62],[63],[64],[65].

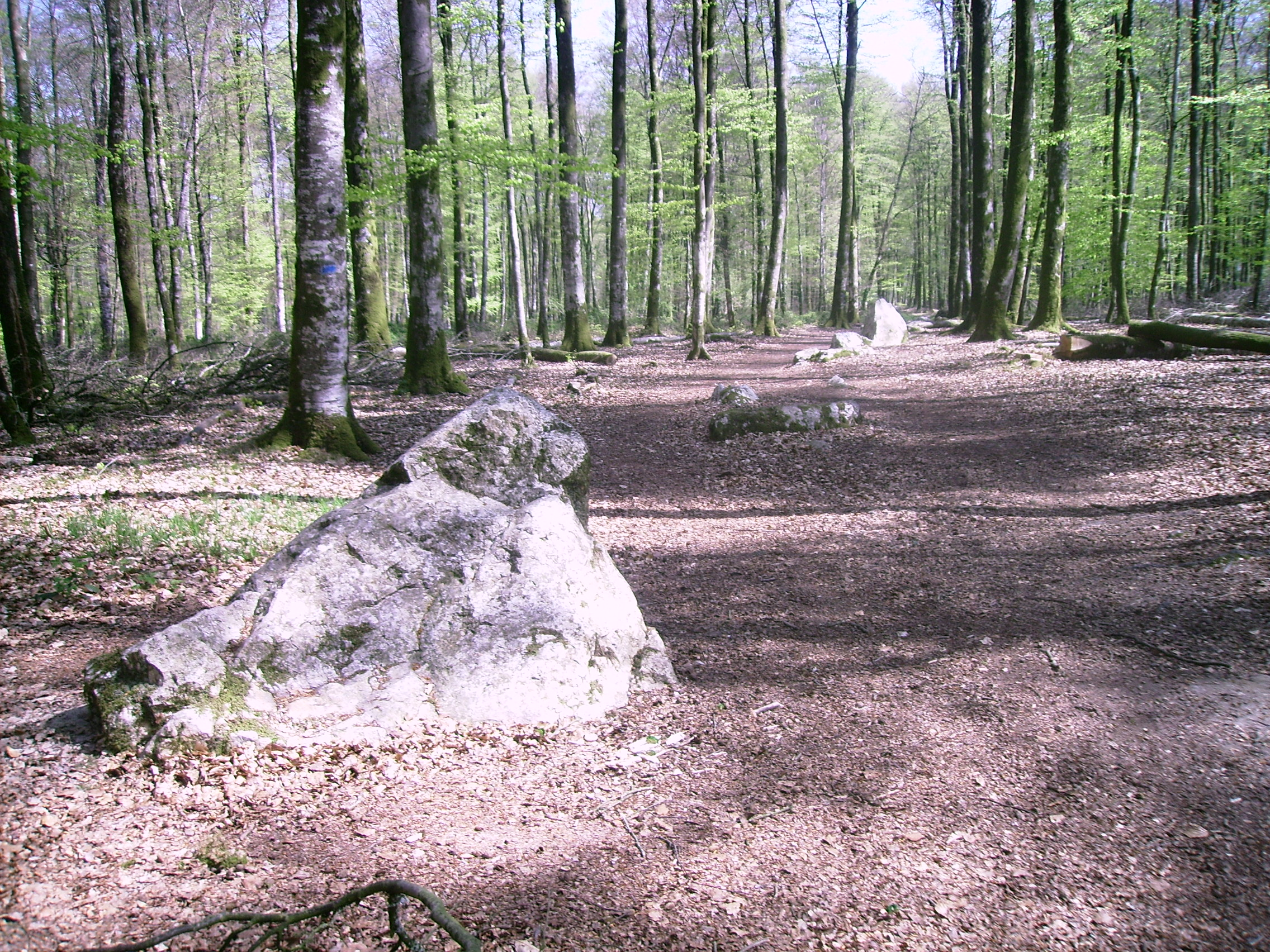
Le cordon des Druides.
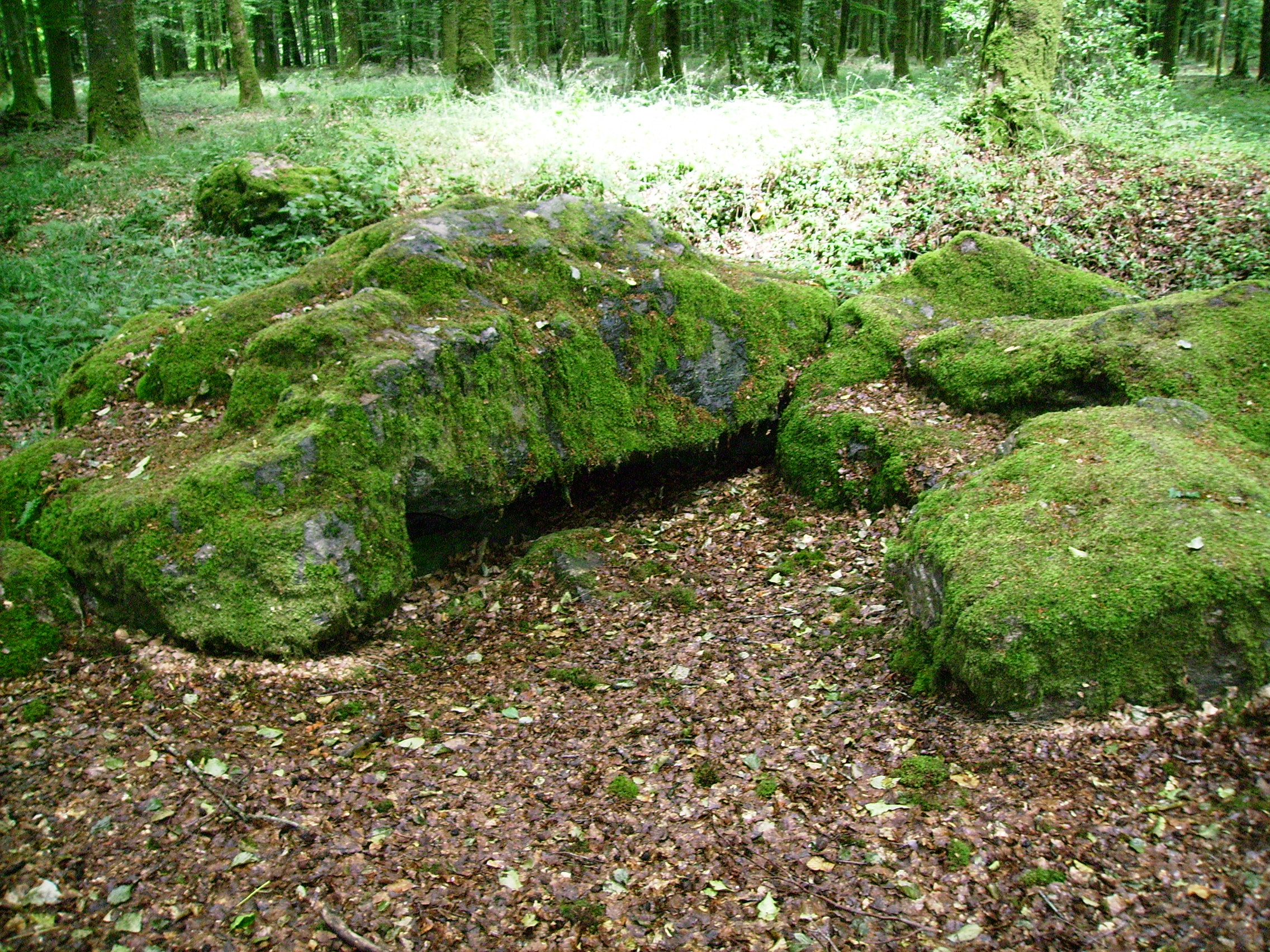
La pierre du Trésor.
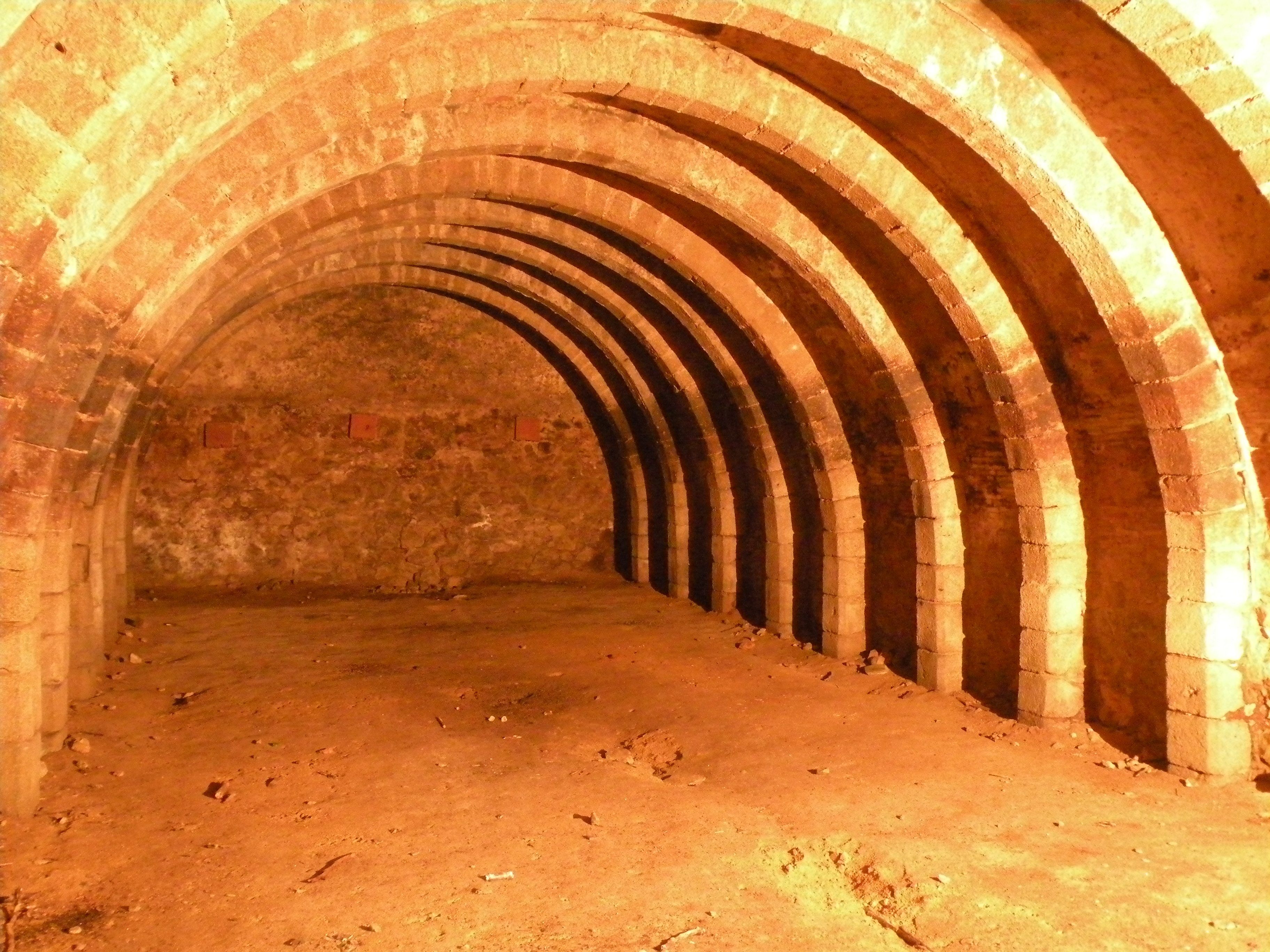
Les celliers.
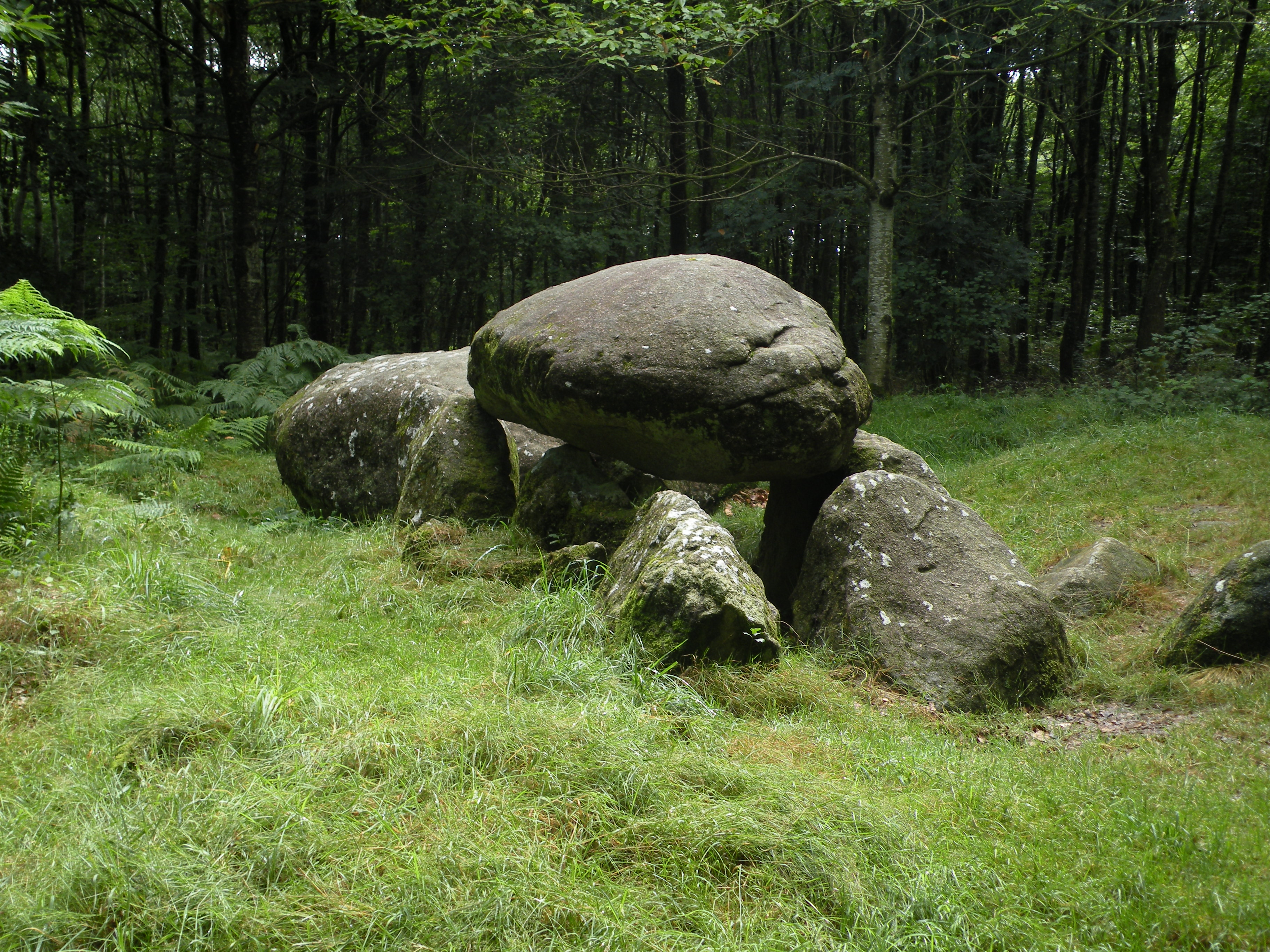
La Pierre Courcoulée.
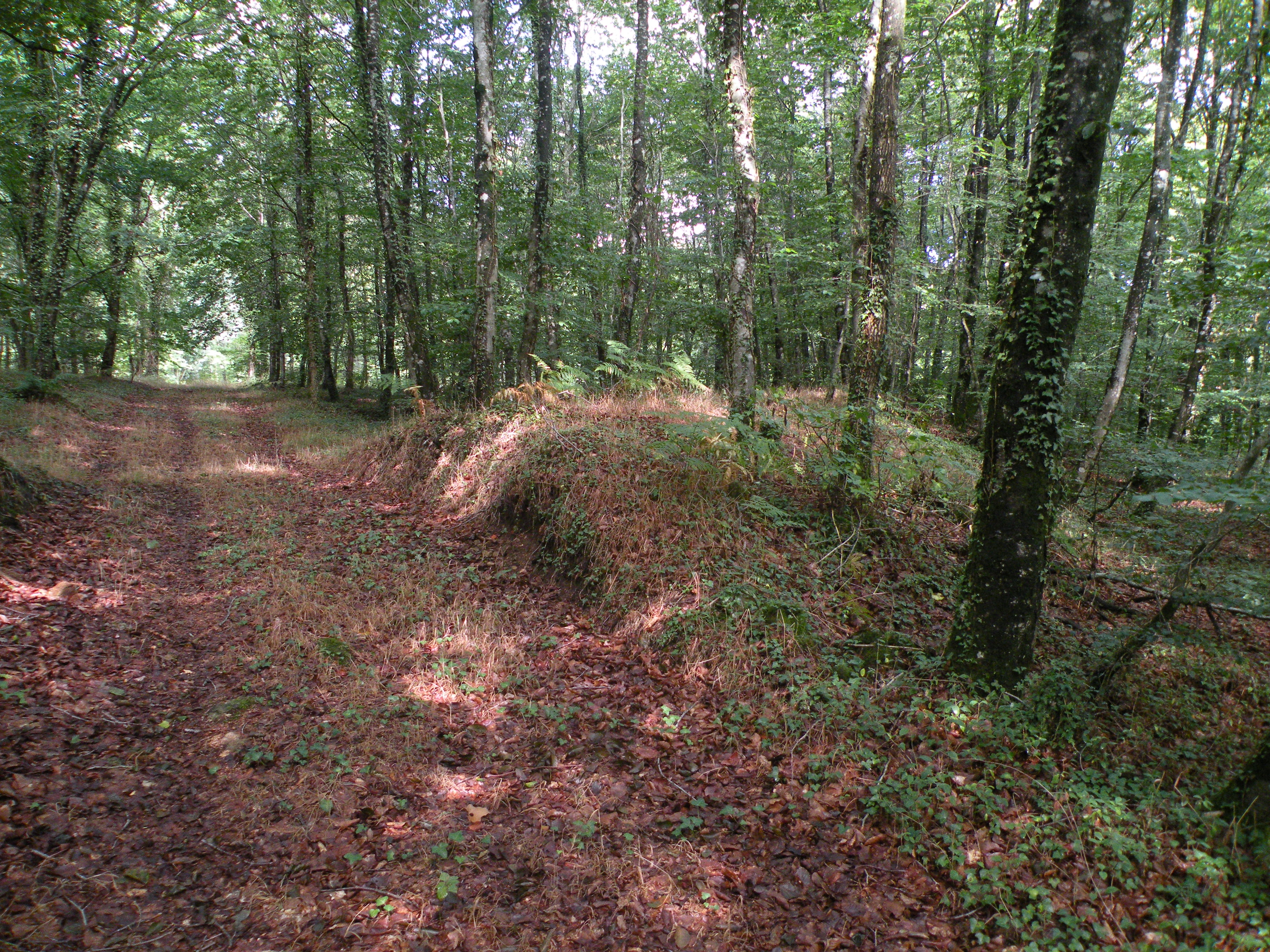
Vestiges de l'oppidum du Poulailler.

## Personnalités liées à la commune
- Victor Hugo y séjourna avant l'écriture de Quatrevingt-treize.
- Prosper Mérimée qui,en tant qu'inspecteur des monuments historiques, visita les Celliers.